# Список єпархій Церкви Еллади
Детальніші відомості з цієї теми Ви можете знайти в статті Церква Еллади

Єпархії Криту та Додеканесу, а також усі монастирі Атосу знаходяться під прямою юрисдикцією Константинопольського патріарха, тобто не підпорядковуються Церкві Еллади, проте вважаються Грецькою церквою. Втім монастирі Метеори перебувають під юрисдикцією Церкви Еллади.

## Афінський архієпископат
Катедра: м. Афіни

Предстоятель: Архієпископ Афінський та всієї Еллади Ієронім ІІ

Хіротонія: 4 жовтня 1981

## Митрополії
| Митрополія                                         | Кафедра                                  | Архієрей                    | Хіротонія         |
| -------------------------------------------------- | ---------------------------------------- | --------------------------- | ----------------- |
| Етолійська та Акарнанійська                        | Месолонгіон                              | Феокліт (Аврантініс)        | 21 жовтня 1965    |
| Александрупольська                                 | Александруполіс                          | Анфім (Руссас)              | 14 липня 1974     |
| Арголідська                                        | Нафпліон                                 | Іаков (Пахіс)               | 23 жовтня 1985    |
| Артська                                            | Арта                                     | Ігнатій (Алексіу)           | 21 жовтня 1988    |
| Аттична                                            | Атени, район Кіфіссія                    | Пантелеймон (Безенітіс)     | 4 вересня 1977    |
| Наусська та Камбанійська                           | Верія                                    | Пантелеймон (Калпакідіс)    | 29 травня 1994    |
| Гортинська та Мегалопольська                       | Дімітсана (взимку — Мегалополіс)         | Феофіл (Канавос)            | 17 травня 1970    |
| Гуменіссійська, Аксиупольська та Полікастронська   | Гуменісса, монастир Пресвятої Богородиці | Дімітрій (Бек'яріс)         | 15 жовтня 1989    |
| Гревенська                                         | Гревена                                  | Сергій (Сігалас)            | 15 серпня 1976    |
| Гіфійська та Ітілська                              | Гіфіон                                   | Хризостом (Коракітіс)       | 6 жовтня 1996     |
| Димитріадська та Алміросська                       | Волос                                    | Ігнатій (Георгакопулос)     | 10 жовтня 1998    |
| Дідімотихська та Орестидська                       | Дідімотіхон                              | Никифор (Архангелідіс)      | 19 листопада 1988 |
| Драмська                                           | Драма                                    | Діонісій (Кіратсос)         | 21 листопада 1965 |
| Дриінупольська, Погоніанійська та Конітсійська     | Дельвінакіон                             | Андрій (Трембелас)          | 28 січня 1995     |
| Эдесська, Пелльська та Алмопійська                 | Едеса                                    | Хризостом (Какулідіс)       | 7 жовтня 1984     |
| Елассонська                                        | Елассон                                  | Василіс (Колокас)           | 21 липня 1995     |
| Елевферупольська                                   | Елевферуполіс                            | Євдоким (Коккінакіс)        | 6 жовтня 1984     |
| Закінфська                                         | Закінф                                   | Хризостом (Синетос)         | 16 серпня 1976    |
| Зіхнська та Неврокопійська                         | Зіхні                                    | Спиридон (Ківетос)          | 27 травня 1974    |
| Ілійська                                           | Піргос                                   | Герман (Параскевопулос)     | 3 жовтня 1981     |
| Фессаліотисська та Фанаріоферсальська              | Кардиця                                  | Феокліт (Кумаріанос)        | 16 жовтня 1999    |
| Фессалонійкійська                                  | Салоніки                                 | Пантелеймон ІІ (Хрисофакіс) |                   |
| Фірська, Аморгосська та Островів                   | Фіра                                     | Пантелеймон (Різос)         | 7 травня 1984     |
| Ієрісосська, Святої гори та Ардамеріонська         | Арнея                                    | Никодим (Анагносту)         | 29 березня 1981   |
| Янінська                                           | Яніна                                    | Феокліт (Сетакіс)           | 26 жовтня 1975    |
| Кесаріанійська, Віронська та Іміттосська           | Атени, район Кесаріані                   | Даниїл (Пурцукліс)          | 22 січня 2000     |
| Калавритська та Егіалійська                        | Егія                                     | Амвросий (Леніс)            | 17 серпня 1976    |
| Карпенісіонська                                    | Карпенісіон                              | Ніколай (Дросос)            | 28 січня 1979     |
| Карістійська та Скіросська                         | Кімі                                     | Серафім (Рорріс)            | 24 листопада 1968 |
| Кассандрійська                                     | Поліїрос                                 | Никодим (Коракіс)           | 12 січня 2001     |
| Касторійська                                       | Касторія                                 | Серафім (Папакостас)        | 5 жовтня 1996     |
| Керкірська, Паксійська та Диаспонтійських островів | Керкіра                                  | Тимофій (Тривізас)          | 4/5/1984          |
| Кефаллінійська                                     | Аргостоліон                              | Спиридон (Калафатакіс)      | 15/8/1976         |
| Кітросська, Катерінінська та Платамонська          | Катеріні                                 | Агафонік (Фатурос)          | 24/11/1985        |
| Коринфська, Сікіонська                             | Коринф                                   | Пантелеимон (Караніколас)   | 28/9/1958         |
| Кіфірська                                          | Хора                                     | Кирило (Христакіс)          | 18/10/1998        |
| Ланкадасська                                       | Ланкадас                                 | Спиридон (Транделліс)       | 26/6/1967         |
| Ларисська та Тирнавосська                          | Лариса                                   | Ігнатій (Лаппас)            | 28/5/1994         |
| Левкасська та Іфакійська                           | Левкас                                   | Никифор (Дедусіс)           | 7/7/1968          |
| Лімносська                                         | Міріна                                   | Ієрофей                     | 22/11/1988        |
| Мантінійська та Кінурійська                        | Триполі                                  | Александр (Пападопулос)     | 5/5/1984          |
| Маронійська та Комотінійська                       | Комотіні                                 | Дамаскін (Румеліотіс)       | 30/5/1974         |
| Мегарська та Саламінська                           | Мегара                                   | Варфоломей (Кацуріс)        | 27/5/1974         |
| Месогейська та Лавреотікійська                     | Спата                                    | Агафонік (Філіппотіс)       | 26/5/1974         |
| Мессінійська                                       | Каламата                                 | Хризостом (Фемеліс)         | 21/11/1957        |
| Міфімнійська                                       | Каллоні (о. Лесбос)                      | Хризостом (Каламатіанос)    | 6/5/1984          |
| Монемвасійська та Спартська                        | Спарта                                   | Євстафій (Спільйотіс)       | 31/8/1980         |
| Мітиленська, Ересонська та Пломаріонська           | Мітилена                                 | Іаків                       | 20/11/1988        |
| Навпактська                                        | Навпакт                                  | Ієрофей (Влахос)            | 20/7/1995         |
| Неапольська та Ставрупольська                      | Салоніки                                 | Діонісій (Ладопулос)        | 26/5/1974         |
| Ново-Іонійська та Філаделфійская                   | Атени, район Нова Іонія                  | Константін (Фарандатос)     | 29/5/1994         |
| Ново-Смірнська                                     | Нова Смірна                              | Агафангел (Тамбуратзакіс)   | 15/7/1974         |
| Нікейська                                          | Атени, район Нікея                       | Алексій (Вріоніс)           | 29/1/1995         |
| Нікопольська та Превезійська                       | Превеза                                  | Мелетій (Каламарас)         | 1/3/1980          |
| Ксанфійська та Періфеорионська                     | Ксанті                                   | Пантелеймон (Калафатіс)     | 29/1/1995         |
| Параміфійська, Філіатесська                        | Параміфья                                | Тіт (Папанакос)             | 17/7/1974         |
| Паронаксійська                                     | Наксос                                   | Амвросій ІІ (Стаменас)      | 15/7/1974         |
| Патрська                                           | Патри                                    | Никодим (Валліндрас)        | 22/11/1965        |
| Пірейська                                          | Пірей                                    | Каллінік (Карусос)          | 25/10/1975        |
| Перістеріонська                                    | Атени, район Перістеріон                 | Хризостом (Зафіріс)         | 22/2/1976         |
| Поліанійська та Кілкісійська                       | Кілкіс                                   | Апостол (Папаконстантіну)   | 27/6/1967         |
| Самосська та Ікарійська                            | Самос                                    | Євсевій (Пістоліс)          | 22/7/1995         |
| Сервійська та Козанійська                          | Козані                                   | Амвросій (Якаліс)           | 11/10/1998        |
| Серрська та Нігрітська                             | Серрес                                   | Максим (Ксідас)             | 3/5/1984          |
| Сісаніонська та Сиатистська                        | Сиатіста                                 | Антоній (Комбос)            | 25/5/1974         |
| Стагесська та Метеорська                           | Каламбака                                | Серафім (Стефану)           | 31/5/1970         |
| Сиросська, Тіносська, Мілосська                    | Ермуполіс                                | Дорофей (Стекас)            | 21/11/1965        |
| Трикійська та Стагійська                           | Трикала                                  | Алексій (Міхалопулос)       | 22/8/1976         |
| Трифілійська та Олімпійська                        | Кіпарісія                                | Стефан (Матакульяс)         | 20/5/1960         |
| Ідрська, Спетська та Егінська                      | Ідра                                     | Ефрем (Стенакіс)            | 2001 рік          |
| Фтіотидська                                        | Ламія                                    | Ніколай (Протопапас)        | 6/10/1996         |
| Філіппійська та Тасосська                          | Кавала                                   | Прокопій (Цакумакас)        | 25/5/1974         |
| Флоринська, Пресська та Еордейська                 | Флорина                                  | Феокліт (Пассаліс)          | 23/1/2000         |
| Фокідська                                          | Амфісса                                  | Феокист (Клукінас)          | 25 червня 2014    |
| Халкідська                                         | Халкіда                                  | Хризостом (Вергіс)          | 14/7/1974         |
| Хіосська, Псарійська та Інусська                   | Хіос                                     | Діонісій (Баірактаріс)      | 11/11/1979        |